# 성 삼위일체 대성당 (뉴욕)

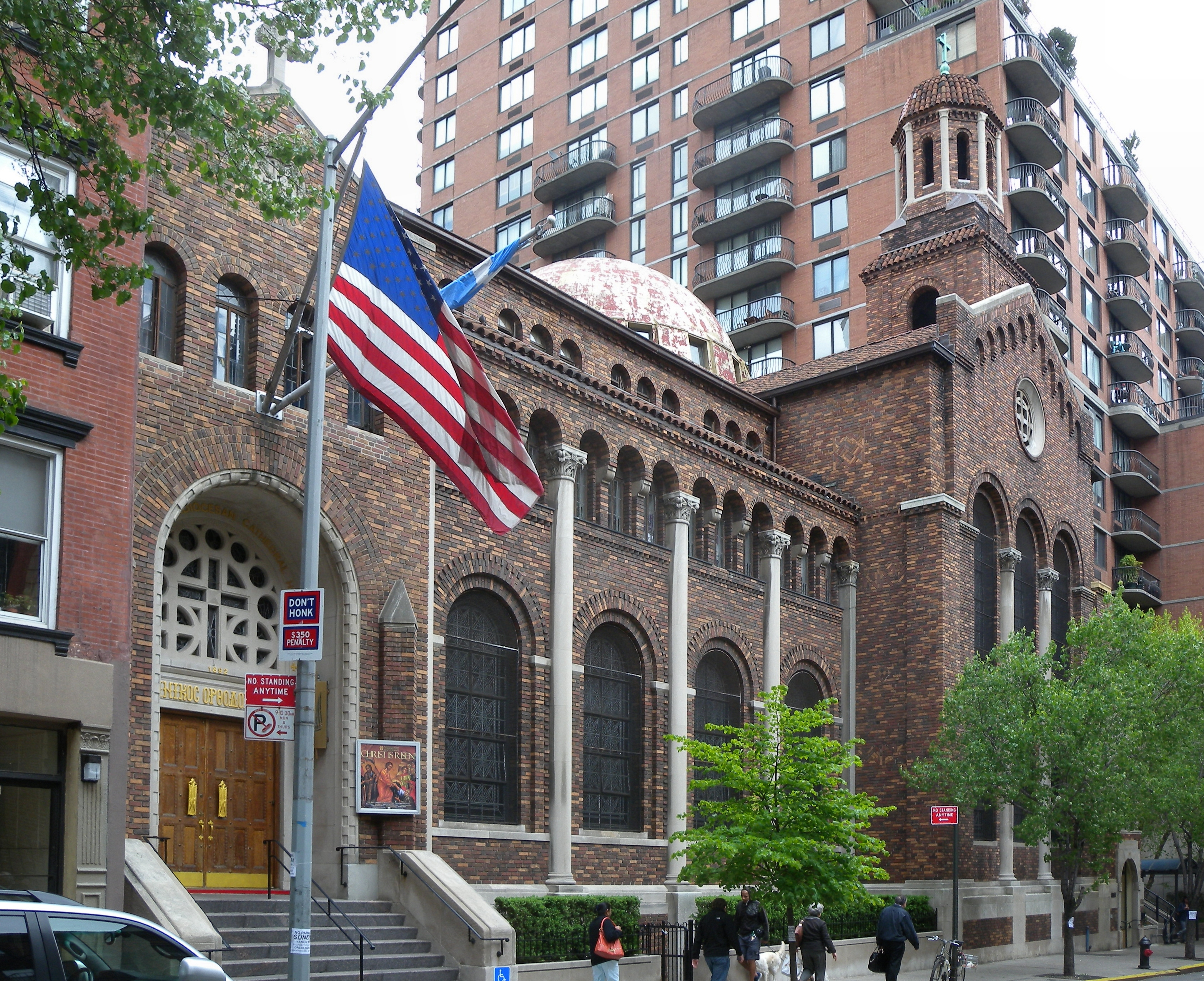
성 삼위일체 대성당

성 삼위일체 대성당(Archdiocesan Cathedral of the Holy Trinity)은 미국 뉴욕 시 어퍼이스트사이드에 위치한 동방 정교회 성당이다. 콘스탄티노폴리스 총대주교청 미국 그리스 정교회 관구 대교구에 소속되어 있다.
1891년에 준공되었고 미국에서 두 번째로 설립된 그리스 정교회 사목구이고 뉴욕에서는 첫 번째로 설립된 정교회 사목구이다. 그리고 서반구에서는 가장 규모가 큰 동방 정교회 교회이다.

## 같이 보기
- 미국 그리스 정교회 관구 대교구